# Zbigniew Hałat
Zbigniew Marian Hałat (ur. 18 marca 1950 we Wrocławiu, zm. 17 kwietnia 2022 tamże) – polski lekarz, specjalista epidemiolog, publicysta, działacz społeczny, wiceminister zdrowia oraz Główny Inspektor Sanitarny (1991–1993).

## Życiorys
Syn Mieczysława i Danuty. Studia lekarskie ukończył na Akademii Medycznej we Wrocławiu w 1974. Po studiach wyjechał do Afryki, gdzie zajmował się zwalczaniem ciężkich i występujących masowo epidemii chorób tropikalnych. W latach 1974–1984 pracował w Wojewódzkiej Stacji Sanitarno-Epidemiologicznej we Wrocławiu, a później w Szpitalu Wojewódzkim im. J. Babińskiego. W 1977 w WZiOS we Wrocławiu uzyskał I stopień specjalizacji z medycyny społecznej, zaś w 1980, II stopień specjalizacji z epidemiologii w Centrum Medycznym Kształcenia Podyplomowego. W latach 80. był konsultantem ds. epidemiologii rządu w Kenii (w Afryce Wschodniej). Po powrocie do kraju poświęcił się zapobieganiu AIDS podczas działalności w Polskim Czerwonym Krzyżu. Od 18 kwietnia 1991 do 20 listopada 1993 pełnił funkcję podsekretarza stanu w Ministerstwie Zdrowia i głównego inspektora sanitarnego. Pracował także na Warszawskim Uniwersytecie Medycznym gdzie przez cztery lata był pracownikiem naukowo-dydaktycznym. Był autorem felietonów pt. „Spróbuj pomyśleć” w Radiu Maryja oraz publicystą Telewizji Trwam. Od listopada 2016 do marca 2021 był zastępcą dyrektora ds. medycznych w Dolnośląskim Oddziale NFZ we Wrocławiu.
W 2000 założył Instytut Wody. Pełnił funkcję prezesa wielu organizacji społecznych, m.in. Stowarzyszenia Ochrony Zdrowia Konsumentów, Medycznego Centrum Konsumenta, Towarzystwa Ślężańskiego i Towarzystwa Dobroczynnego im. Joanny Ewy Hałat – Wielebnej Matki Józefy Hałacińskiej.
Jest autorem opracowań, artykułów i wykładów m.in. z dziedziny zdrowia publicznego i praw konsumentów, w tym szczególnie propagujących zdrową wodę i zdrowe żywienie.
Zmarł 17 kwietnia 2022. Został pochowany 22 kwietnia 2022 na Cmentarzu Osobowickim we Wrocławiu.

## Kontrowersje
Był krytykowany za swoją działalność paranaukową, twierdził, że GMO rzekomo powoduje alergię i nowotwory, bądź sugerował, że „WHO promuje genderyzm i służy komunistom” oraz krytykował obostrzenia związane z pandemią COVID-19 porównując je do nazizmu i komunizmu. Hałat przez kilkanaście lat prowadził strony dot. dziewictwa, fotografując napotkane na ulicach Wrocławia kobiety i zamieszczając ich opisy w internecie.

## Publikacje książkowe
- Zbigniew Hałat: Woda. Warszawa: PAE, 1998, s. 160. ISBN 83-85636-14-5.
- Zbigniew Hałat: Woda dla ciebie. Warszawa: HRM&C Health Risk Management & Communication: MCK, 2000, s. 175. ISBN 83-912997-0-8.